# Lista siturilor arheologice din județul Vâlcea - G
Lista siturilor arheologice din județul Vâlcea - G conține toate siturile arheologice din județul Vâlcea înscrise în Repertoriul Arheologic Național (RAN) și aflate în localități al căror nume începe cu litera G. RAN este administrat de Ministerul Culturii și Patrimoniului Național și cuprinde date științifice, cartografice, topografice, imagini și planuri, precum și orice alte informații privitoare la zonele cu potențial arheologic, studiate sau nu, încă existente sau dispărute.
Puteți căuta un sit din localitățile care încep cu litera G folosind formularul de mai jos sau puteți naviga prin toate siturile din județ la Lista siturilor arheologice din județul Vâlcea.
| Cod RAN                                   | Denumire | Localitate                            | Adresă           | Datare              | Descoperit | Coordonate                                | Imagine           | Erori            |
| ----------------------------------------- | --- | ------------------------------------- | ---------------- | ------------------- | ---------- | ----------------------------------------- | ----------------- | ---------------- |
| 171370.01.01 (Cod LMI: VL-I-m-B-09576.03) | Situl arheologic de la Gurișoara / ansamblu anonim (Categorie: locuire civilă) (Tip: Așezare)                                                      | sat Gurișoara, comuna Mihăești        |                  |                     |            |                                           | Încărcați imagine | Raportați eroare |
| 171370.01.02 (Cod LMI: VL-I-m-B-09576.02) | Situl arheologic de la Gurișoara / ansamblu anonim (Categorie: locuire civilă) (Tip: Așezare)                                                      | sat Gurișoara, comuna Mihăești        |                  |                     |            |                                           | Încărcați imagine | Raportați eroare |
| 171370.01.03 (Cod LMI: VL-I-m-B-09576.01) | Situl arheologic de la Gurișoara / ansamblu anonim (Categorie: locuire civilă) (Tip: Așezare)                                                      | sat Gurișoara, comuna Mihăești        |                  |                     |            |                                           | Încărcați imagine | Raportați eroare |
| 173098.01.01 (Cod LMI: VL-II-m-B-09772)   | Biserica parohială "Intrarea în biserică a Maicii Domnului" - Viorești / ansamblu anonim (Categorie: structură de cult/religioasă) (Tip: Biserică) | sat Gorunești, comuna Slătioara       |                  | sec.XVIII           |            |                                           | Încărcați imagine | Raportați eroare |
| 169770.02 (Cod LMI: VL-IV-m-B-10027)      | Cruce de piatră pentru praznicul viilor la Giulești (Categorie: structură de cult/religioasă) (Tip: cruce)                                         | sat Giulești, comuna Fârtățești       |                  | 1757                |            |                                           | Încărcați imagine | Raportați eroare |
| 171085.02 (Cod LMI: VL-IV-m-B-10028)      | Cruce de piatră la Greci (Categorie: structură de cult/religioasă) (Tip: cruce)                                                                    | sat Greci, comuna Mateești            |                  | 1795                |            |                                           | Încărcați imagine | Raportați eroare |
| 168176.04 (Cod LMI: VL-IV-m-B-10030)      | Cruce de piatră de la Gura Suhașului (Categorie: structură de cult/religioasă) (Tip: cruce)                                                        | oraș Gura Suhașului                   |                  | 1650                |            |                                           | Încărcați imagine | Raportați eroare |
| 168176.05 (Cod LMI: VL-IV-m-B-10031)      | Cruce de piatră de la Gura Suhașului (Categorie: structură de cult/religioasă) (Tip: cruce)                                                        | oraș Gura Suhașului                   |                  | 1798                |            |                                           | Încărcați imagine | Raportați eroare |
| 168782.01.01 (Cod LMI: VL-I-s-B-09533)    | Așezarea Coțofeni de la Găujani / ansamblu anonim (Categorie: locuire civilă) (Tip: Așezare)                                                       | sat Găujani, comuna Boișoara          |                  | Coțofeni            |            |                                           | Încărcați imagine | Raportați eroare |
| 170104.01.01 (Cod LMI: VL-I-s-B-09534)    | Așezarea hallstattiană de la Gheoroiu / ansamblu anonim (Categorie: locuire civilă) (Tip: Așezare)                                                 | sat Ghioroiu, comuna Ghioroiu         |                  |                     |            |                                           | Încărcați imagine | Raportați eroare |
| 170177.01.01 (Cod LMI: VL-I-s-B-09535)    | Așezarea din epoca bronzului de la Glăvile / ansamblu anonim (Categorie: locuire civilă) (Tip: Așezare)                                            | sat Glăvile, comuna Glăvile           |                  |                     |            |                                           | Încărcați imagine | Raportați eroare |
| 167598.01.01 (Cod LMI: VL-I-s-B-09537)    | Așezarea medievală de la Goranu - "La Cetate" / ansamblu anonim (Categorie: locuire civilă) (Tip: Așezare)                                         | sat Goranu, municipiul Râmnicu Vâlcea | La Cetate        |                     |            |                                           | Încărcați imagine | Raportați eroare |
| 170355.01.01 (Cod LMI: VL-I-s-B-09538)    | Așezarea hallstattiană de la Grădiștea - "Dealul Grădiștei" / ansamblu anonim (Categorie: locuire civilă) (Tip: Așezare)                           | sat Grădiștea, comuna Grădiștea       | Dealul Grădiștei |                     |            |                                           | Încărcați imagine | Raportați eroare |
| 169146.01.01 (Cod LMI: VL-I-s-B-09539)    | Așezarea din epoca romană de la Greblești / ansamblu anonim (Categorie: locuire civilă) (Tip: Așezare)                                             | sat Greblești, comuna Câineni         |                  |                     |            |                                           | Încărcați imagine | Raportați eroare |
| 171085.01.01 (Cod LMI: VL-I-m-B-09540.04) | Situl arheologic de la Greci / ansamblu anonim (Categorie: locuire civilă) (Tip: Așezare)                                                          | sat Greci, comuna Mateești            |                  |                     |            |                                           | Încărcați imagine | Raportați eroare |
| 171085.01.02 (Cod LMI: VL-I-m-B-09540.03) | Situl arheologic de la Greci / ansamblu anonim (Categorie: locuire civilă) (Tip: Așezare)                                                          | sat Greci, comuna Mateești            |                  |                     |            |                                           | Încărcați imagine | Raportați eroare |
| 171085.01.03 (Cod LMI: VL-I-m-B-09540.02) | Situl arheologic de la Greci / ansamblu anonim (Categorie: locuire civilă) (Tip: Așezare)                                                          | sat Greci, comuna Mateești            |                  | geto-dacică         |            |                                           | Încărcați imagine | Raportați eroare |
| 171085.01.04 (Cod LMI: VL-I-m-B-09540.01) | Situl arheologic de la Greci / ansamblu anonim (Categorie: locuire civilă) (Tip: Așezare)                                                          | sat Greci, comuna Mateești            |                  |                     |            |                                           | Încărcați imagine | Raportați eroare |
| 168176.01.01 (Cod LMI: VL-I-m-B-09541.05) | Situl arheologic de la Gura Suhașului / ansamblu anonim (Categorie: locuire civilă) (Tip: Așezare)                                                 | oraș Gura Suhașului                   |                  |                     |            |                                           | Încărcați imagine | Raportați eroare |
| 168176.01.02 (Cod LMI: VL-I-m-B-09541.04) | Situl arheologic de la Gura Suhașului / ansamblu anonim (Categorie: locuire civilă) (Tip: Așezare)                                                 | oraș Gura Suhașului                   |                  |                     |            |                                           | Încărcați imagine | Raportați eroare |
| 168176.01.03 (Cod LMI: VL-I-m-B-09541.03) | Situl arheologic de la Gura Suhașului / ansamblu anonim (Categorie: locuire civilă) (Tip: Așezare)                                                 | oraș Gura Suhașului                   |                  | geto-dacică         |            |                                           | Încărcați imagine | Raportați eroare |
| 168176.01.04 (Cod LMI: VL-I-m-B-09541.02) | Situl arheologic de la Gura Suhașului / ansamblu anonim (Categorie: locuire civilă) (Tip: Așezare)                                                 | oraș Gura Suhașului                   |                  |                     |            |                                           | Încărcați imagine | Raportați eroare |
| 168176.01.05 (Cod LMI: VL-I-m-B-09541.01) | Situl arheologic de la Gura Suhașului / ansamblu anonim (Categorie: locuire civilă) (Tip: Așezare)                                                 | oraș Gura Suhașului                   |                  |                     |            |                                           | Încărcați imagine | Raportați eroare |
| 168176.02.02 (Cod LMI: VL-I-m-B-09542.02) | Situl arheologic de la Gura Suhașului - "Lacul Doamnei" / ansamblu anonim (Categorie: locuire civilă) (Tip: Așezare)                               | oraș Gura Suhașului                   | Lacul Doamnei    |                     |            |                                           | Încărcați imagine | Raportați eroare |
| 168176.02.03 (Cod LMI: VL-I-m-B-09542.01) | Situl arheologic de la Gura Suhașului - "Lacul Doamnei" / ansamblu anonim (Categorie: locuire civilă) (Tip: Așezare)                               | oraș Gura Suhașului                   | Lacul Doamnei    | geto-dacică         |            |                                           | Încărcați imagine | Raportați eroare |
| 168176.02.01 (Cod LMI: VL-I-s-B-09542)    | Situl arheologic de la Gura Suhașului - "Lacul Doamnei" / ansamblu anonim (Categorie: locuire civilă) (Tip: Așezare)                               | oraș Gura Suhașului                   | Lacul Doamnei    |                     |            |                                           | Încărcați imagine | Raportați eroare |
| 168176.03.01 (Cod LMI: VL-I-m-B-09543.03) | Situl arheologic de la Gura Suhașului - "Valea Goruneilor" / ansamblu anonim (Categorie: locuire civilă) (Tip: Așezare)                            | oraș Gura Suhașului                   | Valea Goruneilor |                     | 2001       | 45°06′00″N 24°22′00″E / 45.1°N 24.36667°E | Încărcați imagine | Raportați eroare |
| 168176.03.02 (Cod LMI: VL-I-m-B-09543.02) | Situl arheologic de la Gura Suhașului - "Valea Goruneilor" / ansamblu anonim (Categorie: locuire civilă) (Tip: Așezare)                            | oraș Gura Suhașului                   | Valea Goruneilor | Ferigile - Bârsești | 2001       | 45°06′00″N 24°22′00″E / 45.1°N 24.36667°E | Încărcați imagine | Raportați eroare |
| 168176.03.03 (Cod LMI: VL-I-m-B-09543.01) | Situl arheologic de la Gura Suhașului - "Valea Goruneilor" / ansamblu anonim (Categorie: locuire civilă) (Tip: Așezare)                            | oraș Gura Suhașului                   | Valea Goruneilor | geto-dacică         | 2001       | 45°06′00″N 24°22′00″E / 45.1°N 24.36667°E | Încărcați imagine | Raportați eroare |